# Zbigniew Chrupek
Zbigniew Chrupek (ur. 1931, zm. 17 lutego 2016) – polski ekonomista, profesor Uniwersytetu Warszawskiego.

## Życiorys
Był profesorem i kierownikiem Katedry Międzynarodowych Stosunków Gospodarczych Wydziału Nauk Ekonomicznych Uniwersytetu Warszawskiego oraz współzałożycielem i wieloletnim prezesem Nauczycielskiej Spółdzielni Mieszkaniowej "Oświata", a także przez dwie kadencje przewodniczącym Rady Nadzorczej Spółdzielni Mieszkaniowej "Plac Teatralny".
Należał do Polskiej Zjednoczonej Partii Robotniczej. Na początku lat 80. pełnił funkcję I sekretarza Komitetu Uczelnianego PZPR na Uniwersytecie Warszawskim.
Spoczywa na Cmentarzu Parafialnym w Otwocku.

## Wybrana bibliografia autorska
- Problemy polityczne współczesnego świata (Państwowe Zakłady Wydawnictw Szkolnych, Warszawa, 1971; wspólnie ze Stanisławem Gebethnerem) (kilkakrotnie wznawiane)
- Ustrój społeczno-gospodarczy i polityczny PRL (Państwowe Zakłady Wydawnictw Szkolnych, Warszawa, 1971; wspólnie ze Stanisławem Gebethnerem) (kilkakrotnie wznawiane)